# Herschel (månkrater)
För andra betydelser, se Herschel.
Herschel är en nedslagskrater på månen. Herschel har fått sitt namn efter astronomen William Herschel.

## Satellitkratrar
| Herschel | Latitud | Longitud | Diameter |
| -------- | ------- | -------- | -------- |
| C        | 5.0° S  | 3.2° V   | 10 km    |
| D        | 5.3° S  | 4.0° V   | 20 km    |
| F        | 5.8° S  | 4.4° V   | 7 km     |
| G        | 6.5° S  | 2.4° V   | 14 km    |
| H        | 6.3° S  | 3.4° V   | 5 km     |
| J        | 6.4° S  | 4.3° V   | 5 km     |
| N        | 5.2° S  | 1.1° V   | 15 km    |
| X        | 5.3° S  | 2.7° V   | 3 km     |